# پل آباره دشتو
پل آباره دشتو مربوط به سده‌ها متاخر دوران‌های تاریخی پس از اسلام است و در شهرستان لارستان، بخش مرکزی، دهستان حومه، روستای هرمود مهرخویی واقع شده و با شمارهٔ ثبت ۲۶۶۲۵ به‌عنوان یکی از آثار ملی ایران به ثبت رسیده‌است.